# Рукокрылые
Рукокры́лые (лат. Chiroptera) — отряд плацентарных млекопитающих, единственный, представители которого способны к активному полёту.
Второй по величине (после грызунов) отряд млекопитающих. База данных Американского общества маммологов (ASM Mammal Diversity Database, v. 2.2) признаёт 21 семейство, 239 родов и 1490 ныне живущих видов рукокрылых (составляют 1/5 от общего числа ныне живущих видов млекопитающих), а также 9 видов, вымерших после 1500 года. Рукокрылые чрезвычайно разнообразны, они населяют все континенты Земли, за исключением Антарктиды.
Характерная особенность рукокрылых — это машущий полёт как основной способ передвижения, позволяющий им пользоваться ресурсами, которые недоступны для других млекопитающих, и эхолокация.
Исследованию рукокрылых посвящена наука хироптерология.

## Происхождение и эволюция

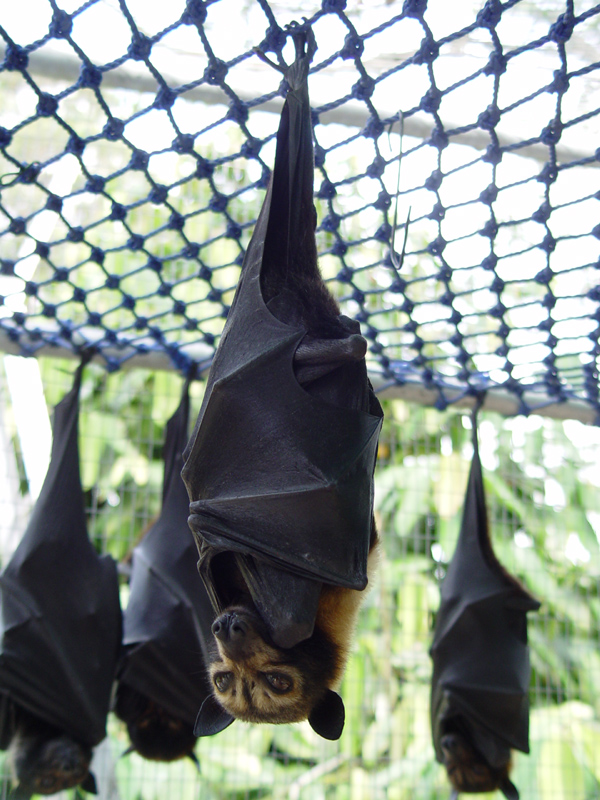
Очковая летучая лисица (Pteropus conspicillatus) в Австралии

Ископаемые остатки рукокрылых известны из отложений раннего эоцена США.
По современным данным рукокрылые появились не позднее раннего эоцена и уже тогда заняли экологическую нишу ночных охотников воздушных пространств. Ископаемые остатки, относящиеся к миоцену, свидетельствуют о мощной видовой радиации рукокрылых в эту эпоху. Но в целом рукокрылые — одна из самых редких среди млекопитающих групп в палеонтологической летописи.
Вопрос о том, как именно рукокрылые произошли от наземных предков, волнует биологов уже не одно десятилетие. Хотя многие из рукокрылых на земле чувствуют себя неуверенно, есть виды, которые быстро бегают, опираясь на сгибы крыльев. Встречаются и умеющие плавать и взлетать с воды.
В феврале 2007 года в Вайоминге Марге и его коллеги открыли два ископаемых экземпляра неизвестного ранее вида, названного Onychonycteris finneyi. Это самая примитивная летучая мышь из известных. Этот вид заполняет пробел между современными рукокрылыми и наземными млекопитающими. Сильно удлинённые пальцы и форма грудной клетки говорит о том, что он был способен к активному полёту. В то же время сохранились относительно длинные задние конечности и когти на всех пяти пальцах — наследие наземных предков. Onychonycteris лишён характерных признаков эхолокации, и это свидетельствует о том, что полёт развился у летучих мышей раньше эхолокации.

## Распространение
Рукокрылые распространены очень широко. Кроме тундры, приполярных районов и некоторых океанических островов они есть везде. Более многочисленны в тропиках. Рукокрылые являются эндемичными видами на многих океанических островах в отсутствие наземных млекопитающих, так как способны преодолевать большие расстояния над морем.
Плотность расселения летучих мышей в средних широтах — 50—100 на квадратный километр, в Средней Азии — до 1000. При этом до северной границы тайги простираются ареалы не более двух или трёх видов представителей семейства обыкновенные летучие мыши, в южной части США и Средиземноморья видов насчитывается уже несколько десятков, а в бассейнах Конго и Амазонки — несколько сотен видов. Причиной такого резкого увеличения числа видов являются высокая плотность рукокрылых в тропиках и обострение вследствие этого их конкурентных взаимоотношений.
В Москве летучие мыши не только регулярно встречаются в окраинных лесопарках, но даже зимуют в здании университета на Ленинских горах.
В фауне России насчитывается около 40 видов рукокрылых.

## Анатомия и физиология

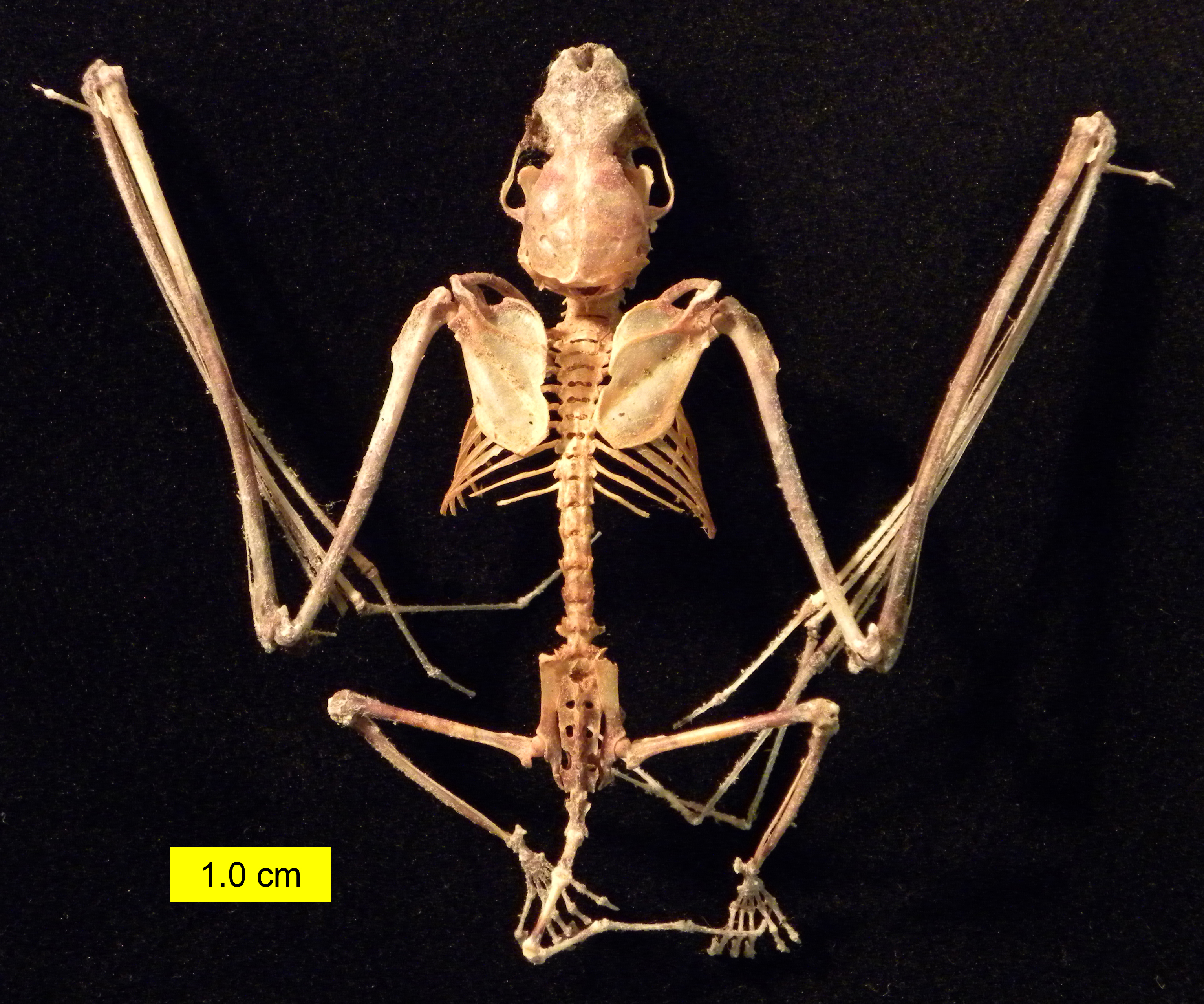
Скелет Eptesicus fuscus, вид со спины

Размеры рукокрылых — мелкие и средние: 2,5—40 см. Нектароядные виды очень маленькие.
Передние конечности превращены в крылья, но существенно иным образом, чем у птиц. Все пальцы «рук», кроме первого, у рукокрылых сильно удлинены и вместе с предплечьем и задними конечностями служат каркасом для кожной перепонки, образующей крыло. У большинства видов есть хвост, который обычно также охвачен летательной перепонкой. Перепонка пронизана сосудами, мышечными волокнами и нервами. Она может принимать существенное участие в газообмене рукокрылых, поскольку имеет значительную площадь и достаточно малый аэрогематический барьер. В холодную погоду рукокрылые могут заворачиваться в свои крылья, как в плащ. Кости рукокрылых мелкие и тонкие, что является приспособлением к полёту.
Голова с широкой ротовой щелью, маленькими глазами и крупными, иногда сложно устроенными ушными раковинами с кожным выростом (козелком) у основания слухового прохода. У нектароядных видов имеется приспособление к такому типу питания: удлинённая коническая мордочка и длинный толстый язык, имеющий на конце множество щетинкообразных сосочков, которые помогают слизывать пыльцу.
Волосяной покров густой, одноярусный. Кожная перепонка покрыта редкими волосками. Локтевая и часто малая берцовая кость рудиментарны; лучевая кость удлинена и искривлена, длиннее плечевой; хорошо развита ключица; плечевой пояс более мощный, чем пояс задних конечностей. Грудина имеет небольшой киль. В связи с питанием животными или мягкими плодами пищеварительный тракт лишь в 1,5—4 раза превышает длину тела, желудок простой, слепая кишка часто отсутствует.
Органы осязания разнообразны и, кроме обычных осязательных телец и вибрисс, представлены многочисленными тонкими волосками, разбросанными по поверхности летательных перепонок и ушных раковин. Зрение обычно слабое и для ориентировки имеет малое значение; исключение составляют крыланы, использующие его для поиска плодов. Рукокрылые — дальтоники. Слух исключительно тонкий. Диапазон слышимости огромный, в пределах от 12 до 190000 Гц.

### Приспособления к полёту

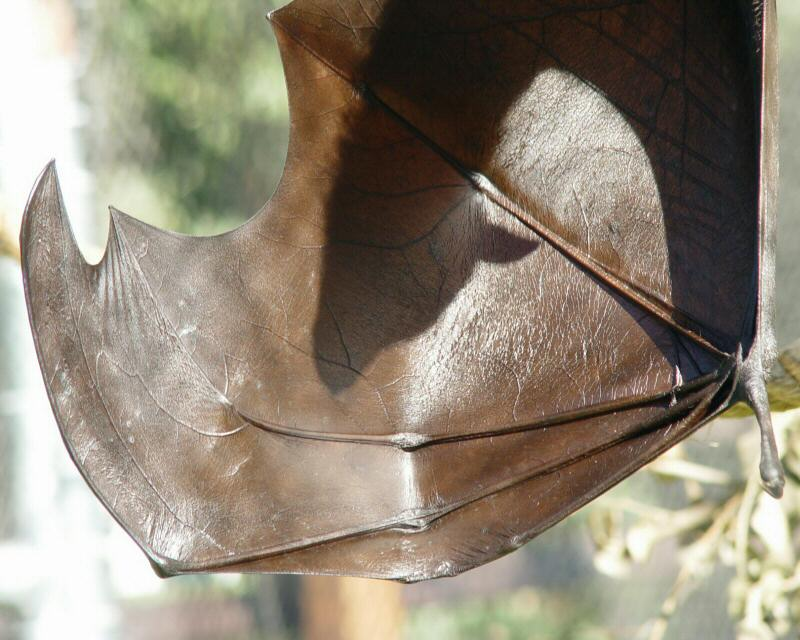
Крыло с тенью от головы зверька

Скелет крыла летучей мыши состоит из сильно удлинённых костей предплечья и пальцев, поддерживающих и натягивающих тонкую перепонку крыла. Она очень эластична и может растягиваться без разрыва в четыре раза. Перепонка продолжается до задних конечностей, которые несколько меньше, чем у наземных млекопитающих аналогичного размера. Кожная летательная перепонка натянута между вторым-пятым пальцами передних конечностей, предплечьем, плечом, боками тела, задними конечностями и хвостом. Короткий первый палец передних конечностей имеет коготь. Многие летучие мыши имеют также хвостовую перепонку между задними конечностями. Уникальная кость, называемая шпорой, отходит от пятки и поддерживает заднюю кромку перепонки. Совершая движения пальцами, передними лапами, задними лапами и шпорами, летучие мыши могут управлять крыльями бесчисленным количеством способов, что делает их превосходными летунами.
Вопреки распространённому мнению рукокрылые могут взлетать не только с высоко расположенных пунктов (потолка пещеры, ствола дерева), но и с ровной земли и даже с водной поверхности. В этом случае взлёт начинается с прыжка вверх, происходящего в результате сильного порывистого движения передних конечностей.
Худшие летуны — крыланы и примитивные кожаны: их крылья широкие, с почти округлёнными концами, а плечевой сустав одинарный. У остальных видов возникает вторая суставная поверхность, на которую опирается особый вырост плечевой кости. У лучших летунов — бульдоговых летучих мышей — крылья длинные, серпообразные изогнутые.
Мускулатура крыла летучих мышей расположена иначе, чем у птиц. У птиц крыло поднимает подключичная мышца, а опускает — большая грудная; обе мышцы прикреплены к грудине. У летучих мышей крыло поднимают несколько мелких мышц, а опускают три мускула; из них только грудной мускул прикрепляется к грудине. Теплоотдача с относительно большой поверхности крыльев сокращается тем, что её температура из-за слабого кровоснабжения примерно на 7—9 °C ниже температуры тела.
Приспособлением к полёту является и привычка освобождать кишечник почти каждый раз после пробуждения. Таким образом рукокрылые уменьшают свой вес.

## Эхолокация

Принцип действия эхолокации рукокрылых:
A — хироптера,
B — жертва,
d — расстояние,
E — излучённые хироптерой волны,
R — волны, отражённые от добычи.

Для ориентации в пространстве многие виды рукокрылых используют эхолокацию: издаваемые ими ультразвуковые импульсы отражаются от предметов и улавливаются ушными раковинами. В полёте летучие мыши издают ультразвуки с частотой от 30 до 70 тыс. Гц. Звуки издаются прерывисто, в виде импульсов длительностью 0,01—0,005 секунды. Частота импульсов изменчива в зависимости от расстояния между зверьком и препятствием. При подготовке к полёту зверёк издаёт от 5 до 10, а перед препятствием — до 60 импульсов в секунду. Отражённые от препятствия ультразвуки воспринимаются органами слуха зверька, что и обеспечивает ориентировку в полёте ночью и добычу летающих насекомых. Интенсивность ультразвуковых сигналов очень велика, например, у малайской летучей мыши равняется 145 децибелам, поэтому хорошо, что человеческое ухо не способно их услышать.
Эхолокация позволяет рукокрылым контролировать высоту полёта, маневрировать в густом лесу, находить дорогу к днёвке и уверенно преследовать добычу. При полёте в среде, обильной препятствиями, например, в зарослях джунглей, каждый ультразвуковой крик вызывает множество отражённых звуков, однако, вероятно, зверьки фиксируют одновременно только эхо-сигналы от ближайшего предмета и, возможно, от предметов, расположенных на одной линии где-то на расстоянии, но не от всех. Во время охоты им становится известно не только расстояние до цели, но и направление её полёта, а также то, к какой разновидности добычи она принадлежит. Точное расстояние, с которого рукокрылое может это определить, пока не известно, и, возможно, это зависит от биовида охотника, размера добычи и скорости охотника и добычи.
У некоторых рукокрылых, в частности фруктоядных, а также питающихся крупными насекомыми, пауками, скорпионами и мелкими позвоночными, эхолокационные сигналы слабее и очень коротки. Эхолокационные аппараты различаются для каждого из видов рукокрылых, у некоторых они отличаются незначительно, а у других — очень сильно.
Кроме ультразвука, летучие мыши пользуются и обычными звуковыми сигналами, в основном для общения. Эти звуки обычно лежат на пороге человеческого восприятия. Дети слышат цвирканье и писк большинства видов, пожилые люди — лишь немногих.
У рукокрылых также обнаружены сложные песни, которые исполняются для разных целей: при ухаживании самца за самкой, для опознавания друг друга, обозначения социального статуса, определения границ территории и сопротивлении чужакам, при воспитании детёнышей. Эти песни напоминают птичьи, и среди млекопитающих рукокрылые — единственные, кроме человека, использующие настолько сложные голосовые последовательности для общения. Однако песни лежат в ультразвуковом диапазоне, и человек может услышать лишь те фрагменты, которые были спеты в более низких частотах.

## Образ жизни

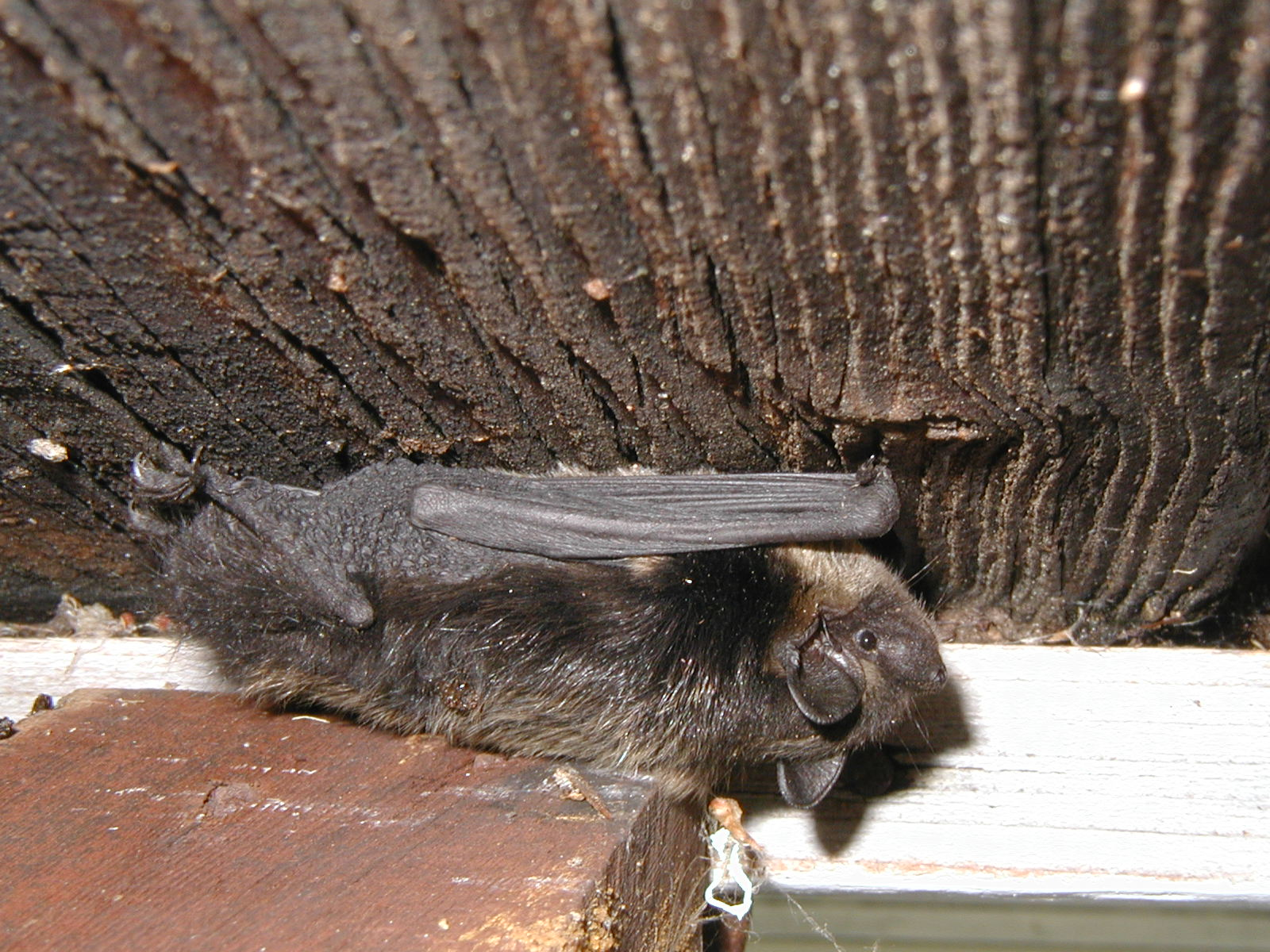
Некоторые летучие мыши днюют в щелях сараев и на чердаках

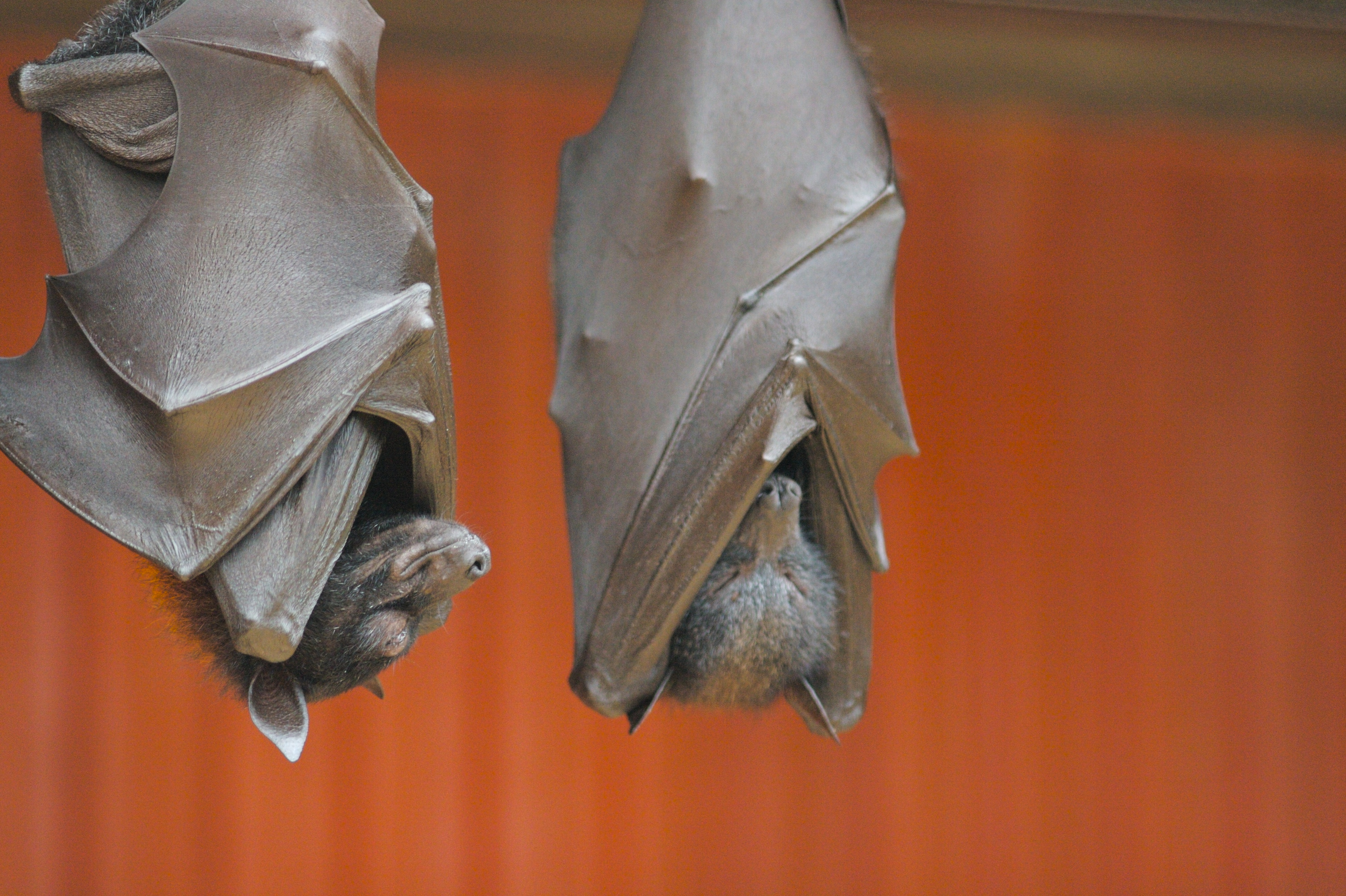
Другие, как эти летучие лисицы, спят на ветвях деревьев, закутавшись в крылья

Поскольку рукокрылые ведут скрытный образ жизни и малы по размеру, увидеть их можно нечасто. Многие из них — ночные или сумеречные животные. Некоторые виды зимой впадают в спячку, другие мигрируют.
Рукокрылых можно встретить в пещерах и гротах, в земляных норах, в колодцах, в дуплах деревьев, в кучах камней, на чердаках, на колокольнях, под крышами домов и в птичьих гнёздах, под мостами и в других местах. Днёвка растительноядных видов не представляет собой приятного места. Зверьки, слетаясь в пещеру на отдых, несут с собой кусочки фруктов, которые вместе с помётом часто роняют на дно пещеры. Грязь частично загораживает вход в пещеру, и там образуется стоячее озеро, вместе с грязью превращающееся в зловонное месиво.
В пещерах или на ветках деревьев рукокрылые висят вниз головой, уцепившись задними лапами. Это обеспечивает им безопасность от наземных хищников.

### Питание
В период бодрствования обмен веществ идёт весьма интенсивно, и нередко за сутки летучие мыши съедают пищи по массе в размере, равном примерно массе собственного тела.
Питаются рукокрылые насекомыми (большинство летучих мышей насекомоядны, таких около 625 видов), фруктами или рыбой, разные виды специализируются на разной пище. Встречаются и хищники, питающиеся в основном мелкими позвоночными (птицами, грызунами, земноводными, рептилиями и рукокрылыми) — некоторые представители семейств копьеносых (Megadermatidae), щеломордых (Nycteridae) Старого Света и листоносых (Phyllostomidae) Нового Света. Иногда охотятся на мелкую рыбу и водных членистоногих отдельные виды семейств рыбоядных летучих мышей (Noctilionidae, Noctilio leporinus) и Гладконосые летучие мыши (Vespertilionidae, Myotis vivesi, Myotis adversus).
Американские вампиры из семейства Phyllostomidae (три вида из тропиков Нового Света) нападают на крупных животных, резцами срезают кусочки кожи и слизывают кровь. Например, кровью птиц питаются Diaemus youngi и Diphylla ecaudata, а кровью млекопитающих — Desmodus rotundus.
К преимущественно фруктоядным и нектароядным формам относится около 260 видов Chiroptera (Крыланы Старого Света и несколько подсемейств Phyllostomidae Нового Света). Цвет плодов и цветов (зеленоватых или коричневых) для рукокрылых не важен ввиду их дальтонизма, они отыскивают пищу по форме и запаху. Часто зверьки висят на одной лапе и откусывают маленькие кусочки от плода, зажатого в другой лапе. Некоторые питаются цветами, съедая их целиком, другие пьют нектар. Поскольку поедаемый нектар богат сахарами и беден другими питательными веществами (в первую очередь белками), в рацион нектароядных входят также цветочная пыльца, которую они слизывают, и, иногда, насекомые. Также рукокрылые могут пить забродивший пальмовый сок, собранный в вёдрах жителями Шри-Ланки и Филиппин для приготовления тодди. Опьянение заставляет таких зверьков летать неровно, зигзагообразно.
Способы охоты многообразны. Полёт охотников за насекомыми кажется нестабильным из-за того, как стремительно они летают и как много добычи ловят. В лабораторных условиях они показывают результат до 15 мух-дрозофил в минуту. Для опознания и ловли насекомого им требуется всего полсекунды, и при этом совершаются различные манёвры: петля, поворот, пикирование и пр. Крылья и межбедренные перепонки тоже используются в охоте, задерживая, улавливая добычу и направляя к пасти. Рыбоядные виды охотятся при помощи эхолокации для обнаружения рыбы, пикируют и ловят её когтистыми задними лапами с поверхности воды.
Для переноса добычи некоторые виды используют защёчные мешки. Например, летучая мышь-рыболов разгрызает пойманную рыбку на части, помещает в защёчные мешки и продолжает охоту.

#### Геофагия
Рукокрылые прибегают к геофагии — поеданию грязи и вылизыванию камней, чтобы нейтрализовать действие растительных ядов, которые по неосторожности съедают вместе с фруктами. Без помощи природных противоядий рукокрылые способны выжить сами, но не могут защитить от ядов детёнышей.
Исследования, выполненные на летучих мышах международной командой зоологов под руководством Кристиана Фойгта из берлинского Зоологического института имени Лейбница, показали, что в список функций минералов как биологически активных веществ входит также детоксикация (в зелёных частях плодов в большом количестве образуются растительные яды). Учёные решили проверить, как летучие мыши решают эти проблемы с помощью лизунцов, которые в тропиках зачастую сочетаются с выходом на поверхность минеральной воды.
Для этого зоологи отлавливали фруктоядных летучих мышей вида Artibeus obscurus и всеядных Carollia perspicillata, способных питаться и фруктами, и насекомыми. Вылов и забор небольших кусочков ткани крыла осуществляли как просто в джунглях Амазонки, так непосредственно рядом с минеральными лизунцами. После этого в биологическом материале исследовали содержание изотопов азота и минеральных веществ, что характеризовало частоту визитов к источникам. Было установлено, что фруктоядные рукокрылые посещали источники минеральных веществ значительно чаще, чем всеядные, но только в период беременности и выкармливания детёнышей. При этом содержания минеральных веществ в тканях будущих матерей было более чем достаточно, чтобы поддерживать себя в форме и растить потомство. Это не мешало им пить богатую солями воду и есть насыщенную грязь, которые, ко всему прочему, неплохо компенсировали действие растительных токсинов — алкалоидов, гликозидов и разнообразных кислот, которые спелые фрукты содержат в избытке. Однако если на взрослую особь яды практически не действуют, то с детёнышами ситуация иная. Поэтому рукокрылые в период беременности и кормления интенсивнее очищают свой организм от токсинов, чтобы обезопасить потомство.

### Передвижение
Основной способ передвижения рукокрылых — машущий полёт. Однако некоторые биовиды способны резво бегать на четырёх конечностях, опираясь на сгибы крыльев, плавать и взлетать с воды.

#### Приземление вниз головой

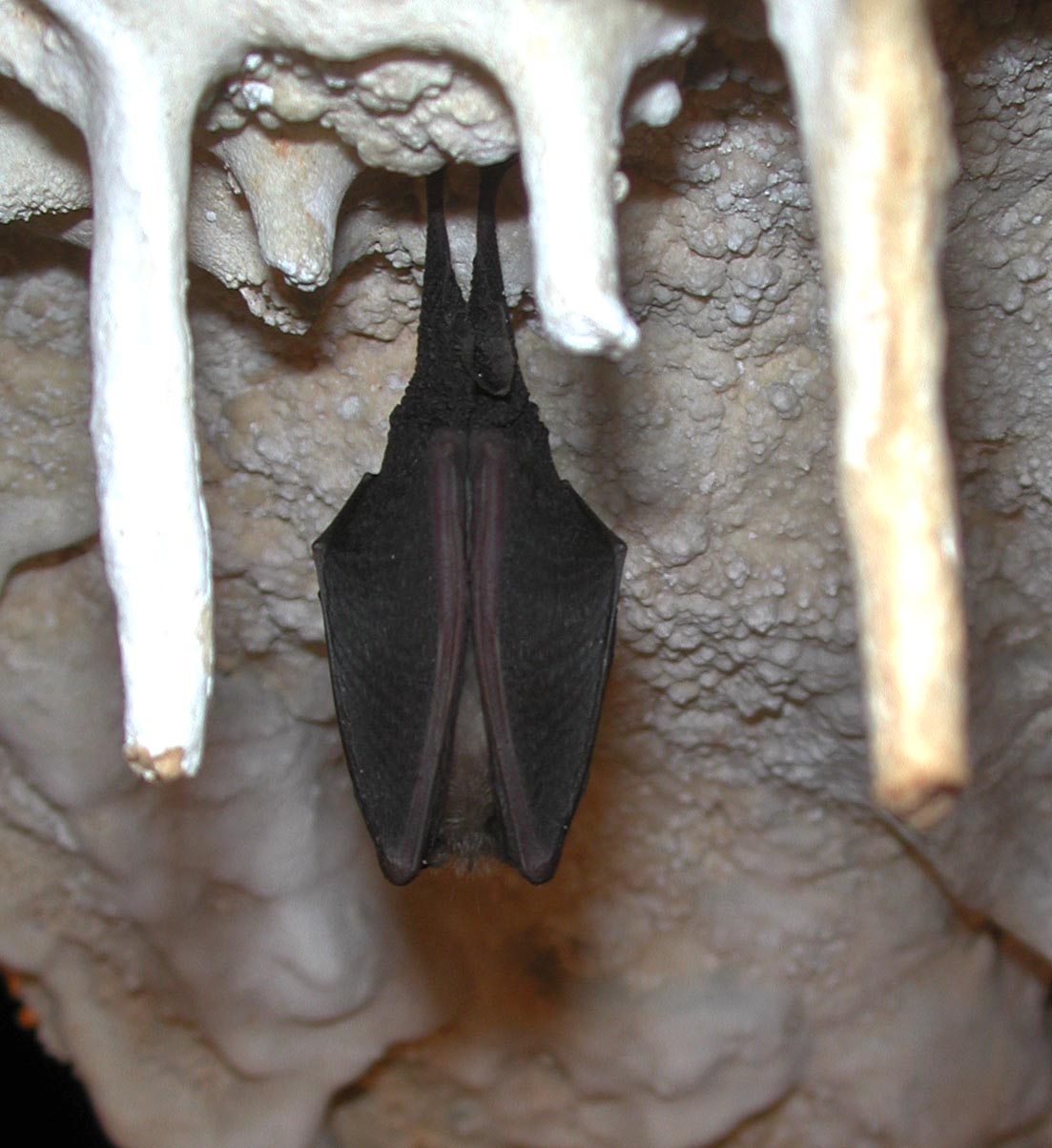
Рукокрылое, висящее на своде пещеры

Все виды рукокрылых владеют способностью взлёта и посадки вниз головой. По данным доктора Даниэла Рискина (англ. Daniel K. Riskin) из Университета Брауна (Провиденс, США), впервые такие приёмы появились у летучих мышей ещё 50 миллионов лет назад.
Завершение полёта связано с особым риском — нужно сбросить скорость, но не упасть. Птицы делают это с помощью крыльев, но летучие мыши завершают полёт, выполняя специальные манёвры, получившие название способа «четыре касания» и «два касания». Для благополучного приземления вниз головой им приходится совершать сложные акробатические трюки. Кроме того, адаптация к полёту создаёт дополнительные трудности при посадке: у летучих мышей самые лёгкие и хрупкие кости среди всех млекопитающих — для уменьшения массы тела и смещения центра тяжести. В результате конечности испытывают большую ударную нагрузку и могут быть повреждены. Поэтому в ходе эволюции летучие мыши стали максимально сокращать нагрузку на кости при приземлении и научились разным приёмам акробатики. Различные виды летучих мышей используют различные способы.
Этот аспект исследовался командой хироптерологов под руководством доктора Даниэла Рискина. Для проведения эксперимента были взяты выращенные в неволе рукокрылые видов малайский коротконосый крылан (Cynopterus brachyotis), очковый листонос (Carollia perspicillata) и землеройкообразный длинноязыкий вампир (Glossophaga soricina), предоставленные одной из лабораторий Гарвардского университета. Учёные сконструировали специальное закрытое помещение, поместив на потолке решётку, на которую летучие мыши могли приземляться. Затем туда поочерёдно запускались подопытные животные, а их полёты и приземления фиксировала скоростная камера.
Способ «четырёх касаний» был зафиксирован у малайского коротконосого крылана. Хироптеры подлетали к потолку с расправленными крыльями. Как только происходило соприкосновение с потолком, конечности вытягивались, и животные хватались за решётку большими пальцами передних конечностей одновременно с пальцами задних конечностей. Затем они совершали кувырок назад через голову и повисали вниз головой. При таком приземлении крылан испытывает четырёхкратные перегрузки. Иногда при таком приземлении рукокрылые даже ударялись головой о потолок. Биовиды, применяющие такой способ, чаще приземляются на деревья, поскольку питаются растительной пищей. Эта среда сама по себе не такая жёсткая, как каменные стены пещеры.
Способ «двух касаний» используется очковым листоносом и землеройкообразным длинноязыким вампиром. Они подлетали перпендикулярно к поверхности решётки, но в самый последний момент отклонялись вправо или влево. А затем хватались за решётку, но уже только пальцами задних конечностей. Такое приземление гораздо более плавное, а перегрузки при ударе составляют всего одну треть веса тела животного. Способ применяется насекомоядными летучими мышами и вампирами, которые приземляются на каменные стены пещер. По мнению Даниэла Рискина, такие летучие мыши имеют эволюционное превосходство, поскольку при приземлении испытывают гораздо меньшую силу удара.

### Размножение

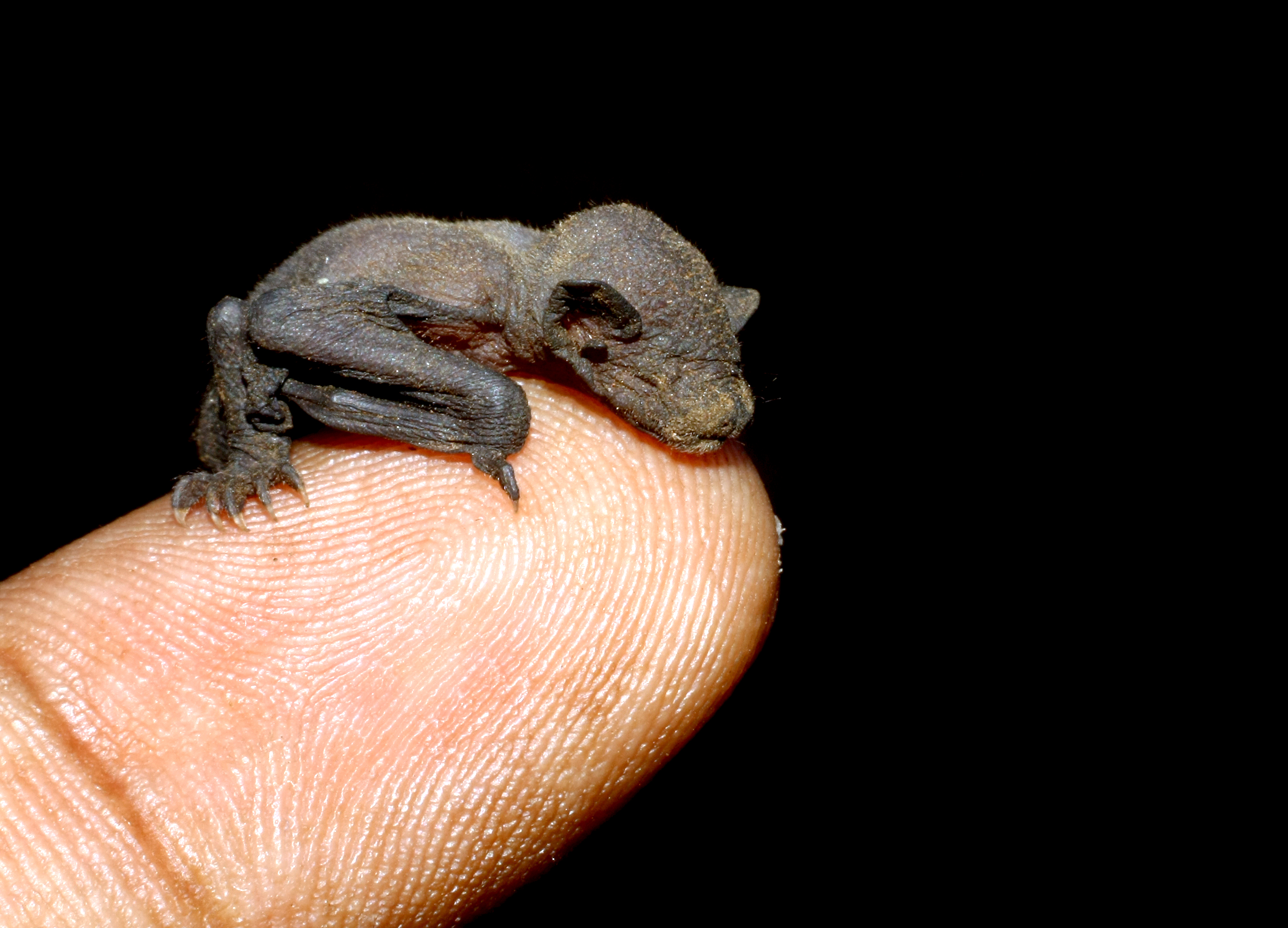
Новорождённый малайский коротконосый крылан

При ухаживании самцы поют индивидуальные песни, сочетая слоги в разных вариациях. У бразильского складчатогуба зов может включать от 15 до 20 слогов.
Половая активность большинства видов не изучена из-за трудности наблюдения. Рукокрылые размножаются в основном в труднодоступных местах, таких как глубокие пещеры, трещины или дупла деревьев. Поэтому существуют данные менее чем о 0,9 % биовидов.
У индийских коротконосых крыланов и летучих лисиц зарегистрирован оральный секс. 70 % самок коротконосых крыланов, наблюдаемых в ходе эксперимента, лизали половой член партнёра перед совокуплением, что приводило к увеличению времени полового акта примерно в два раза, а самцы летучих лисиц вылизывали половые органы самок, чтобы подготовить тех к совокуплению и, вероятно, удалить из тела самки сперматозоиды, оставленные прошлыми сексуальными партнёрами.
Чаще всего самка рождает только одного, голого и слепого детёныша, которого выкармливает молоком. Иногда, пока детёныш ещё маленький, он летает с матерью на охоту, крепко уцепившись за её шерсть. Впрочем, этот способ скоро становится недоступным для них, потому что детёныши быстро растут. Тогда мать оставляет его висящим в убежище и после охоты находит среди множества чужих, используя эхолокацию, положение и запах.

## Экология рукокрылых
Летучие мыши играют важную роль в экосистемах, так как в большом количестве потребляют насекомых, вредящих сельскому и лесному хозяйству и переносящих возбудителей опасных болезней (малярия, лейшманиоз и др.).
Плодоядные виды способствуют распространению семян. Плоды на соответствующих деревьях расположены в стороне от основной кроны и защитных шипов, что облегчает доступ к ним рукокрылых. Плоды также имеют тухлый, кислый или мускусный запах и содержат одно крупное или несколько небольших семян. Зверьки съедают только мякоть, а семена выкидывают, тем самым помогая древесным видам распространяться. Нектароядные виды, соответственно, опыляют растения, цветки которых специально адаптированы к рукокрылым.
Но также рукокрылые сами являются переносчиками опасных для человека вирусов, в том числе и бешенства. Недавно для некоторых видов (прудовых ночниц и северного кожанка) был впервые на Урале описан феномен формирования локальных очагов радиоактивного загрязнения местности.
В малолесных районах центра европейской части СССР истребление летучими мышами вредителей леса на 10 % ускоряло его рост.

### Миграции
Летучие мыши совершают длительные перелёты на зимовки, порой в общих смешанных стаях вместе с насекомоядными птицами. В умеренных широтах рукокрылые совершают сезонные миграции.
О дальних перелётах летучих мышей упоминается в зоологической литературе XIX века.

### Угроза видам и охрана
Рукокрылых часто уничтожают несведущие люди, подростки и дети, не имеющие представления о значении зверьков. Опасность для летучих мышей представляют ветряки, наносящие им баротравму при их попадании в область пониженного давления у конца лопастей.
Организации охраны рукокрылых способствуют сведения о местах их скоплений, случаях массовой гибели, встречах с окольцованными зверьками, массовом сезонном перелёте и подобном.
На первом Всесоюзном совещании по рукокрылым в 1974 году в Ленинграде было признано необходимым проведение активной пропаганды среди широких слоёв населения значения и охраны рукокрылых с использованием для этого всех СМИ.

## Рукокрылые и человек
Рукокрылые, в первую очередь летучие мыши, в Западной Европе с давних времён являются объектом религиозных суеверий. Католическая церковь традиционно изображала их в качестве классической свиты для ведьм и колдунов.
Фруктоядные рукокрылые могут причинять значительный ущерб садам.
В Южной Америке древние инки использовали мех летучих мышей для украшения одежды, носить которую имели право только члены царствующей фамилии. В Восточной Азии, Океании и Африке мясо рукокрылых употребляется в пищу.

### Исследование рукокрылых
Рукокрылые стали привлекать внимание учёных в начале XX века. В 70-80-х годах в СССР прошло три всесоюзных совещания по рукокрылым, где обсуждались особенности эхолокации летучих мышей, сложнейшие биохимические процессы в центральной нервной системе рукокрылых, меры по улучшению охраны рукокрылых, вопросы классификации и др.
Возникла также дискуссия по поводу названия «летучие мыши». Отдельные специалисты показывали его неправильность, ссылаясь на отсутствие родства между рукокрылыми и грызунами. Ранее термин «летучие мыши» обозначал весь отряд, а не подотряд; советский комитет по зоологической номенклатуре решил, что, во избежание путаницы, за отрядом нужно оставить его старое наименование — «рукокрылые».
Исследование полёта рукокрылых интересно не только в рамках хироптерологии, но и с целью создания махолётов с крыльями подобной конструкции. Идея такого летательного аппарата была высказана ещё в XV веке итальянским художником и учёным Леонардо да Винчи. В исследованиях заинтересованы Национальный научный фонд США и управление научных исследований ВВС США.
Для исследования рукокрылых из диких популяций учёные посещают их пещеры-днёвки, которые бывают очень грязными и вонючими, чтобы отловить нужных особей. Яркий луч фонаря пугает висящих на своде зверьков, из-за чего они многочисленно срываются с места и мечутся по пещере. Такое зрелище способно смутить не только новичка, но и опытного хироптеролога.

### Содержание в неволе
Нектароядные рукокрылые могут хорошо себя чувствовать при содержании в вольерах. Их кормят составом, несколько отличающимся от искусственной пищи для колибри: сгущённое молоко, разведённое в воде до консистенции обычного молока, с добавлением соответствующих биовиду порошкообразных биологически активных добавок к пище. Состав наливают в мензурку и прикрепляют к стене, откуда зверьки его пьют.
Пойманные насекомоядные должны кормиться первые несколько дней из рук и только потом начинают самостоятельно поедать мучных червей.

## Систематика
Линней относил рукокрылых к приматам. В XX веке отряд рукокрылых группировали вместе с шерстокрылами, тупайеобразными и приматами в надотряд Archonta. По современным взглядам, рукокрылых относят к надотряду лавразиотерий (Laurasiatheria), рассматривая в составе клады Ferungulata, либо как сестринскую к ней. Филогению отряда в надотряде ларазиотерий отражает следующая кладограмма:

|  | Хищные (Carnivora)    |
|  |                       |
|  | Панголины (Pholidota) |
|  |                       |

|  | Непарнокопытные (Perissodactyla)    |
|  |                                     |
|  | Китопарнокопытные (Cetartiodactyla) |
|  |                                     |

|  | Хищные (Carnivora)    |
|  |                       |
|  | Панголины (Pholidota) |
|  |                       |

|  | Непарнокопытные (Perissodactyla)    |
|  |                                     |
|  | Китопарнокопытные (Cetartiodactyla) |
|  |                                     |

|  | Хищные (Carnivora)    |
|  |                       |
|  | Панголины (Pholidota) |
|  |                       |

|  | Непарнокопытные (Perissodactyla)    |
|  |                                     |
|  | Китопарнокопытные (Cetartiodactyla) |
|  |                                     |

|  | Хищные (Carnivora)    |
|  |                       |
|  | Панголины (Pholidota) |
|  |                       |

|  | Непарнокопытные (Perissodactyla)    |
|  |                                     |
|  | Китопарнокопытные (Cetartiodactyla) |
|  |                                     |

|  | Хищные (Carnivora)    |
|  |                       |
|  | Панголины (Pholidota) |
|  |                       |

|  | Непарнокопытные (Perissodactyla)    |
|  |                                     |
|  | Китопарнокопытные (Cetartiodactyla) |
|  |                                     |

|  | Хищные (Carnivora)    |
|  |                       |
|  | Панголины (Pholidota) |
|  |                       |

|  | Непарнокопытные (Perissodactyla)    |
|  |                                     |
|  | Китопарнокопытные (Cetartiodactyla) |
|  |                                     |

|  | Хищные (Carnivora)    |
|  |                       |
|  | Панголины (Pholidota) |
|  |                       |

|  | Непарнокопытные (Perissodactyla)    |
|  |                                     |
|  | Китопарнокопытные (Cetartiodactyla) |
|  |                                     |

|  | Хищные (Carnivora)    |
|  |                       |
|  | Панголины (Pholidota) |
|  |                       |

|  | Непарнокопытные (Perissodactyla)    |
|  |                                     |
|  | Китопарнокопытные (Cetartiodactyla) |
|  |                                     |

### Классификация
Традиционно рукокрылых делят на два подотряда: крыланы (одно семейство) и летучие мыши (17 семейств). Ранее высказывались предположения, что эти группы развивались независимо, и их сходство конвергентно, но последние генетические исследования показывают, что у них был общий летающий предок. Следовательно, объединение их в один отряд закономерно.
Известно около 1300 видов рукокрылых (около пятой части всех млекопитающих).
В настоящее время систематика рукокрылых выглядит следующим образом:
- Подотряд Yinpterochiroptera / Pteropodiformes
  - Инфраотряд Крыланы (летучие собаки или летучие лисицы) Megachiroptera
    - Крылановые (Pteropodidae)

  - Инфраотряд Yinochiroptera
    - Надсемейство Rhinolophoidea
      - Мышехвосты (ланцетоносы) (Rhinopomatidae) 
      - Свиноносые (Craseonycteridae)
      - Подковоносые (Rhinolophidae)
      - Листоносы Старого Света (Подковогубые) (Hipposideridae)
      - Трезубценосые (Rhinonycteridae)
      - Ложные вампиры (Megadermatidae)
- Подотряд Yangochiroptera / Vespertilioniformes
  -     - Надсемейство Emballonuroidea
      - Мешкокрылые (Футлярохвостые) (Emballonuridae)
      - Щелемордые (Nycteridae)

    - Надсемейство Noctilionoidea
      - Рыбоядные летучие мыши (Noctilionidae) — син.: зайцегубые
      - Подбородколистые (Mormoopidae)
      - Листоносые (Phyllostomatidae)
      - Мадагаскарские присосконоги (Myzopodidae)
      - Американские присосконоги (Thyropteridae)
      - Дымчатые летучие мыши (Беспалые) (Furipteridae)
      - Новозеландские летучие мыши (Mystacinidae)

    - Надсемейство Vespertilionoidea
      - Воронкоухие (Natalidae) 
      - Гладконосые летучие мыши (Vespertillionidae)
      - Бульдоговые летучие мыши (Molossidae) 
      - Железистокрылые (Cistugidae) 
      - Длиннокрыловые (Miniopteridae)

В традиционной, основанной только на морфологических данных, схеме Yinochiroptera и Yangochiroptera было принято объединять в подотряд Microchiroptera (на правах инфраотрядов), «противопоставляемый» подотряду крыланов (Megachiropera). Однако, по данным анализа ДНК (и, отчасти, по кариологическим данным) Pteropodidae представляет собой сестринскую группу к Rhinolophoidea, и их было предложено объединять под названием Yinpterochiroptera. Альтернативой (впрочем, практически не принятой систематиками) является рассмотрение всех трёх групп в качестве самостоятельных подотрядов.
Hipposideridae иногда рассматривается как подсемейство в составе Rhinolophidae, чему противоречат данные о времени их дивергенции (средний эоцен). В свою очередь, из Hipposideridae недавно в качестве отдельного семейства были выделены Rhinonycteridae, также представляющее очень древнее ответвление ринолофоидного ствола. Семейство Rhinopomatidae иногда объединяют вместе с Crazeonycteridae в отдельное надсемейство Rhinopomatoidea, однако более близкое родство этих двух семейств друг с другом, чем с прочими ринолофоидами, не однозначно. Nycteridae в прошлом часто включали в состав Yinochiroptera и даже в надсемейство Rhinolophoidea, сейчас рассматривают как сестринскую группу к Emballonuridae и, соответственно, член Emballonuroidea. Miniopteridae ранее обычно рассматривали как подсемейство в составе Vespertilionidae. Род Cistugo, ранее традиционно включаемый в Myotinae, недавно выделен в особое семейство. Трибу Antrozoini из семейства Vespertilionidae иногда возводят в ранг подсемейства или даже семейства, сближаемого с Molossidae. Ни одна из этих трактовок не находит поддержки со стороны молекулярной генетики. Последнeе надсемейство иногда разделяют на три: Nataloidea, Vespertilionoidea s. str. (Vespertilionidae + Miniopteridae + Cistugidae) и Molossoidea.